# Templario de Tiro
El Templario de Tiro (en francés: Le Templier de Tyr), era el pseudónimo de un historiador francés medieval, varias fuentes sugieren que su verdadero nombre era Gerard de Montreal. 
La obra escrita entre Gerard y un erudito conocido como Felipe de Navarra, se titula "Gestas de los Chipriotas". Se cree que una tercera parte, la más extensa del documento, fue escrita por el Templario de Tiro, alrededor de la época en que la isla de Chipre fue centro de operaciones para las tres más importantes órdenes militares de la época: los Templarios, los Hospitalarios y los Caballeros Teutónicos. El autor de este documento probablemente sabía hablar y traducir del árabe y se cree que era secretario y confidente del Gran Maestre Templario, Guillaume de Beaujeu. Sin embargo, Gerard de Montreal no era templario, sino que era un caballero secular de Tierra Santa.
Las "Gestas de los Chipriotas" provee un estudio de primera mano de la experiencia personal del autor y otorga una incalculable información referente a un periodo importante de la historia de las Cruzadas. Documentando ese periodo desde inicios del año de 1230 hasta aproximadamente el año de 1314. Cubre los días finales de las actividades de los señores cristianos en Tierra Santa y de cómo luchaban una batalla perdida contra los Mamelucos. El documento también detalla de manera exhaustiva el crucial asedio y caída de Acre en 1291 y la posterior disolución de la Orden de los Caballeros Templarios a inicios del siglo XIV. Las crónicas están escritas en francés, pero hay varias versiones en inglés disponibles.
En las Gestas de los Chipriotas el Templario de Tiro nos facilita una descripción sobre la persona del Maestre Beaujeu:
"Era un gentil hombre emparentado con el Rey de Francia. Era muy generoso y caritativo por lo que alcanzó un gran renombre y en su tiempo el Temple recibió muchos honores y fue muy temido. Al ser electo Maestre, fungió primero como Comendador de Pouilles y permaneció en Ultramar dos años más visitando todas las casas del Temple en los reinos de Francia, Inglaterra y España. Amasó grandes riquezas y fue entonces cuando vino a Acre".   
Asimismo, el Templario de Tiro nos cuenta sus últimos momentos: "Rindió el alma a Dios y fue enterrado delante del tabernaculo, que era el altar en donde se celebraba la misa. Que Dios le reciba en su seno pues su muerte fue una inmensa perdida". 